# Сергеев, Сергей Михайлович (историк)
Серге́й Миха́йлович Серге́ев (род. 23 июня 1968, Москва) — российский историк русской общественной мысли и публицист. Педагог, кандидат исторических наук.

## Биография
В 1990 году окончил исторический факультет МПГУ, где среди его учителей был историк А. Г. Кузьмин. Там же в 2002 году защитил диссертацию на соискание учёной степени кандидата исторических наук по теме «Идеология творческого традиционализма в русской общественной мысли 80-90-х гг. XIX в.» (специальность 07.00.02 — Отечественная история).
17 лет преподавал историю в школах, лицеях, вузах. В 2005—2006 годах — преподаватель истории России в Московском государственном техническом университете имени Н. Э. Баумана, в 2007—2008 годах — преподаватель истории России в филиале Международного университета природы, общества и человека «Дубна» (Угреши), в 2008—2009 годах — преподаватель истории России в Российской академии театрального искусства (ГИТИС). Также был доцентом кафедры наук о культуре отделения культурологии НИУ ВШЭ.
С 1994 года — научный сотрудник отдела рукописей Российской государственной библиотеки, с 2002 по 2008 год заведующий сектором научных исследований и издательской деятельности этого отдела.
Сотрудничал в редакциях газет «Голос Родины» и «Десятина». С мая 2005 года — заведующий отделом публицистики, а с декабря 2008 по январь 2010 — главный редактор «толстого» литературного журнала «Москва».
С 2010 года по настоящее время — научный редактор журнала «Вопросы национализма». В 2010 году издал сборник статей «Пришествие нации?».
С 2016 года работает преподавателем истории и обществознания в Ресурсном центре «Медицинский Сеченовский Предуниверсарий».
Автор более 60 работ в журналах «Вопросы национализма», «Логос», «Москва», «Наш современник» и «Политический класс», энциклопедических словаря и научных сборниках.

## Взгляды
В 2008 году в связи со своим назначением на должность главного редактора журнала «Москва» рассказал, что стал русским националистом с 1986 года, когда большое влияние на становление его взглядов оказал историк А. Г. Кузьмин, чьи «уроки не прошли даром», про которого он отметил, что тот «не называл себя русским националистом, но он им, безусловно, был». По собственным словам Сергеева в его представлении национализм «это понимание интересов нации, то есть политически организованного и культурно гомогенного народа (этноса), как высшей ценности в социально-политической жизни» и русским националистом он себя не только определяет, но также осознаёт и ощущает и считает, что «быть националистом своей нации — это норма».

## Научные труды

### Монографии
- Сергеев С. М. Пришествие нации? Книга статей. — М.: Скименъ, 2010. — 304 с. — (Русские думы). — ISBN 978-5-903066-05-6.
- Сергеев С. М. Русская нация или Рассказ об истории её отсутствия: история русского народа, на плечах которого держались все инкарнации Государства российского: Московского царства, Российской империи, Советского Союза — и держится ныне Российская Федерация. — М.: Центрполиграф, 2017. — 575 с. — 2500 экз. — ISBN 978-5-227-06623-7.
- Сергеев С. М. Русская нация. Национализм и его враги. — М.: Центрполиграф, 2017. — 352 с. — ISBN 978-5-227-07513-0.
- Русское самовластие. Власть и её границы: 1462—1917 гг. — М.: Яуза-каталог, 2023.

### Статьи
на русском языке
- Сергеев С. М. «Творческий традиционализм» как направление русской общественной мысли 1880—1890-х гг. // Российский консерватизм в литературе и общественной мысли XIX века. М.: ИМЛИ РАН, 2003. С. 35—61.
- Сергеев С. М. Некоторые аспекты изучения славянофильства 1880—1890-х гг. // Судьба России в современной историографии. М.: Прометей, 2006. С. 348—374.
- Сергеев С. М. Политическая философия Н. В. Устрялова в контексте русской мысли // Николай Васильевич Устрялов. Калужский сборник. Вып. 2. Калуга, 2007. С. 97—128.
- Сергеев С. М. Славянофильское наследие в интерпретации Н. В. Устрялова // А. С. Хомяков — мыслитель, поэт, публицист. М.: Языки славянских культур, 2007. Т. 1. С. 328—339.
- Сергеев С. М. Заметки о национальном // Логос, 2007. № 1 (58). C. 203—210.
- Сергеев С. М. «Умом Россию не понять»? // Старо-новые российские мифы: кризис знания или сознания? Материалы российско-немецкого форума, 2009.

на других языках
- Sergej M. Sergeev. «I cercatori di Dio». Optina e l¢ "intelligencija " russa tra Ottocento e Novecento Optina Pustyn¢ e la paternita spiritual. // Edizioni Qiqajon, 2003. P. 253—272.

### Научная редакция
- Записки отдела рукописей. Выпуск 53/ Рос. гос. б-ка. М., 2008: «Пашков дом». 624 с. [Сост., отв. ред.].
- Устрялов Н. В. Национал-большевизм. М.: Эксмо — Алгоритм, 2003. 656 с. [Сост., вступ. ст., коммент.].
- Тихомиров Л. А. Христианство и политика. М.: Алир, 2002. 616 с. [Сост., вст. ст., коммент., прилож.].

## Публицистика
- Сергеев С. М. Нация в русской истории // Москва. 2009. № 6. C. 141—159
- Сергеев С. М. «Хозяева» против «наемников». Русско-немецкое противостояние в императорской России // Вопросы национализма, 2010. № 3. C. 38—78
- Сергеев С. М. Заметки ангажированного историка: I. Апология "очернительства. II. Апология конструктивизма // Вопросы национализма, 2010. № 4. C. 223—229
- Сергеев С. М. Дворянство как идеолог и могильщик русского нациостроительства // Вопросы национализма, 2010. № 1. C. 23—46
- Сергеев С. М. Восстановление свободы. Демократический национализм декабристов // Вопросы национализма, 2010. № 2. C. 78—119